# あなたに首ったけ
「あなたに首ったけ」（"I've Got a Crush on You"、邦題は「クラッシュ・オン・ユー」とも）は、ジョージ・ガーシュウィンが作曲し、アイラ・ガーシュウィンが作詞した曲。この曲はガーシュイン作曲の作品の中では珍しく、二つの異なるブロードウェイ上演作品、クリフトン・ウェッブとメアリー・ヘイによって発表された『トレジャー・ガール』（1928年）と、ドリス・カーソンとゴードン・スミスがこの曲を歌った『ストライク・アップ・ザ・バンド』で使用された。この曲はガーシュウィンのトリビュート・ミュージカル『ナイス・ワーク・イフ・ユー・キャン・ゲット・イット』（2012年）でも使用され、ジェニファー・ローラ・トンプソンによって歌われた。コロムビア・レコード所属時代のフランク・シナトラによってもカバーされている。
フランク・シナトラ、サラ・ヴォーン、エラ・フィッツジェラルドなどによる録音によって、この曲は主にボーカル曲のレパートリーとしてのジャズ・スタンダードとみなされている。インストゥルメンタル・バージョンもナット・アダレイ、アイク・ケベックなどによって録音されている。

## 主な録音
- リー・ワイリー（英語版）、リバティ・ミュージック・ショップ・レコード向けに1939年11月15日に録音された。ワイリーは1950年の自身のアルバム Night in Mahattan でこの曲を再録した[2] 。
- ジョー・サリヴァン（英語版）のカフェ・ソサエティ・オーケストラ（ボーカル：ヘレン・ウォード）。このバージョンは1940年10月に短期間チャートに入り、24位になった[3]。
- サラ・ヴォーン、ミュージクラフト・レコード（カタログ・ナンバー505）向けに1946年7月18日に録音[4]。ヴォーンは1957年にアルバム Sarah Vaughan Sings George Gershwin で再録し、1982年に Gershwin Live! でマイケル・ティルソン・トーマスと共演した。
- フランク・シナトラ、コロムビア・レコードで1947年11月5日に録音[5]。このバージョンは1948年に短期間チャートインした[6]。シナトラは1960年にこの曲を再び録音し、このバージョンはアルバム Nice 'n' Easy に収録された。
- エラ・フィッツジェラルド - Ella Sings Gershwin (1950年)、Ella Fitzgerald Sings the George and Ira Gershwin Songbook (1959年)、および1983年にPabloからリリースされたアンドレ・プレヴィンとの Nice Work If You Can Get It
- ジーン・ケリー - 映画『巴里のアメリカ人』（1951年）からのアウトテイク[7]。
- ビング・クロスビーこの曲を自身のラジオ番組『ビング・クロスビー・ショー』のために1956年に録音し[8]、この曲は後にボックスセット The Bing Crosby CBS Radio Recordings (1954-56) に収録され2009年にモザイクレコードよりリリースされたカタログMD7-245）[9]。
- ダイナ・ワシントン - In the Land of Hi-Fi (1956年)
- ナット・アダレイ - Work Song (1960年)
- アナ・マリア・アルバゲッティ（英語版） -  I Can't Resist You (1957年)[10]
- サミー・デイヴィスJr. - Mood to Be Wooed (1958年)
- ジュリー・ロンドン - Nice Girls Don't Stay for Breakfast (1967年)
- ローズマリー・クルーニー - Everything's Coming Up Rosie (1977年)、Gershwin 100 (1998年)[11]
- クレオ・レーン - That Old Feeling (1987年)[12]
- リンダ・ロンシュタット - 『ホワッツ・ニュー』（1983年）。これ以前にロンシュタットはこの曲を『マペット・ショー』で歌っていた。
- キャロル・スローン - But Not For Me (1986年)
- フランク・シナトラとバーブラ・ストライサンド - シナトラのアルバム en:Duets (Frank Sinatra album) (1993年)
- カーリー・サイモン - The Glory of Gershwin (1994演)
- キーリー・スミス（英語版） - 自身のアルバム Keely Sings Sinatra (2001年)[13]
- ロッド・スチュワートとダイアナ・ロス（デュエット） - スチュワートのアルバム『ザ・グレイト・アメリカン・ソングブックVol.4』（2005年）
- スティーヴ・タイレル - 『ディス・ガイズ・イン・ラヴ』 (2003年)[14]
- クリス・コナー - Chris Connor Sings the George Gershwin Almanac of Song (1957年)[15]
- ジューン・クリスティ - A Friendly Session, Vol. 1 (1998年)でジョニー・ガルニエリ・クインテット（英語版）と共に[16]
- ステイシー・ケント（英語版） - Dreamsville (2000年)[17]
- マイケル・ブーブレ - EP With Love (2006年)
- ブライアン・ウィルソン - Brian Wilson Reimagines Gershwin (2010年)
- ルシャス・ジャクソン（英語版）- Red Hot + Rhapsody (1998年)
- マイケル・ファインスタイン - The Sinatra Project (2008年)
- ダリウス・デ・ハース（英語版）とスティーヴン・ブリエ（英語版） - Quiet Please (2010年)
- ジェニファー・アニストンはエレンの部屋でこの曲を歌った。
- ユリ・ケイン - Rhapsody in Blue (2013年)
- クリスティン・チェノウェス - The Art of Elegance
- Emma Hedrick at Urban Vines in 2019

## 映画
- 1951年 ダニー・ウィルソン物語（英語版） - フランク・シナトラが歌唱
- 1951年 巴里のアメリカ人 - BGMとして。この曲は映画用にジーン・ケリーによって録音されたが、最終的には使用されなかった。
- 1955年 私の夫(ハズ)は二人いる（英語版） - ベティ・グレイブルとジャック・レモンによる演奏。
- 1957年 追憶
- 1974年 アリスの恋 - エレン・バースティンによる演奏。
- 1977年 クワイヤボーイズ - ヴィック・テイバック（英語版）による歌唱。
- 1979年 ガーシュウィンの音楽だけが使用されたウディ・アレンの『マンハッタン』。ニューヨーク交響楽団による演奏。
- 2003年 モナリザ・スマイル - performed by シールによる演奏。
- 2003年 恋愛適齢期 - スティーヴ・タイレルによる歌唱。
- 2008 ラブ・ダイアリーズ -  女優のレイチェル・ワイズによって、彼女が演じる役のお気に入りの曲として歌われた。